# A-nicht-B-Suchfehler
Den A-nicht-B-Suchfehler machen Kinder nach Jean Piaget im Stadium der sensomotorischen Intelligenz im Alter von 8 bis 12 Monaten, wenn sie aktiv nach einem versteckten Gegenstand suchen.

## Ablauf einer A-nicht-B-Aufgabe
Der Experimentator versteckt ein Spielzeug unter einer Kiste „A“ in Reichweite des Babys. Das Baby sucht nach dem Spielzeug, schaut unter Kasten „A“ und findet dort das Spielzeug. Diese Aktivität wird mehrmals wiederholt. Im kritischen Versuch legt der Experimentator das Spielzeug unter Kasten „B“, ebenfalls in Reichweite des Babys. Babys im Alter von etwa zehn Monaten oder jünger machen typischerweise den Perseverationsfehler, unter Kasten „A“ zu schauen, obwohl sie gesehen haben, wie der Experimentator das Spielzeug unter Kasten „B“ bewegt hat. Dies zeigt ein fehlendes oder unvollständiges Schema der Objektpermanenz. 
Piaget schloss daraus, dass Kinder noch keine ausgereifte Vorstellung von der andauernden Existenz versteckter Gegenstände haben. Kinder im Alter von zwölf Monaten oder älter machen diesen Fehler in der Regel nicht mehr.

## Erklärungsansätze
Für den A-nicht-B-Suchfehler gibt es mehrere Erklärungsansätze: Kinder könnten damit Schwierigkeiten haben, einen Gegenstand, der von A nach B gebracht wird, genau im Blick zu halten. Möglicherweise liegt es aber auch daran, dass Kinder eine vorhergehende belohnende Reaktion (das Wiederfinden an Ort A) nicht vermeiden wollen. Eine weitere umfassendere Erklärung könnte sein, dass ein dynamisches, komplexes System von Faktoren, eine Gewohnheit erworben zu haben, das Kind veranlasst, das Versteck A zu erkennen und das Versteck B ähnlich sehen zu lassen.
Wiederum eine weitere Erklärungsvariante besagt, dass der A-nicht-B-Fehler unmittelbar mit der Behaltensdauer (als Gedächtnisaspekt) zusammenhängt, die mit dem Alter stets zunimmt. Diamond, 1985, konnte hier beispielsweise die Relevanz der Verzögerung des Suchens für das Suchverhalten nachweisen: Sobald ein Spielzeug unter einem von zwei identischen Tüchern versteckt wurde, zeigten 7–8 Monate alte Kinder nur ein Suchverhalten, wenn es unmittelbar nach der Aufgabenstellung erfolgte. 10 Monate alte Kinder hingegen zeigten diesbezüglich eine Behaltensdauer von 10 Sekunden, in dem durch das Suchverhalten das richtige Spielzeug gefunden wurde, während 16–18 Monate alte Kinder bereits eine Behaltensdauer von 20 bis 30 Sekunden aufweisen konnten.

## Der Suchfehler bei Hunden
Auch Hunde suchen verstecktes Futter an dem Ort, wo es zuerst versteckt wurde. Das tun sie selbst dann, wenn sie beobachtet haben, dass das Futter an einem anderen Ort versteckt wurde. Handaufgezogene Wölfe und Affen machen diesen Fehler nicht. Er wird auf die besonderen Fähigkeiten zur Kommunikation mit Menschen zurückgeführt, die Hunde mit Menschen teilen, und die möglicherweise ein Ergebnis der Domestizierung sind.